# 2-Hydroxypropylacrylat
2-Hydroxypropylacrylat ist eine chemische Verbindung aus der Gruppe der Carbonsäureester. Es ist der Ester aus Acrylsäure und 1,2-Propandiol.

## Eigenschaften
2-Hydroxypropylacrylat ist eine brennbare, schwer entzündbare gelbliche Flüssigkeit mit stechendem Geruch, die löslich in Wasser ist. Es kann bei Erhitzung oder unter UV-Licht polymerisieren.

## Verwendung
2-Hydroxypropylacrylat wurde in der Druckindustrie in Farben als reaktives Lösungsmittel verwendet, jedoch wegen der Reizwirkung nicht mehr eingesetzt. Als Gemisch mit dem isomeren 1-Methyl-2-hydroxyethylacrylat wird 2-Hydroxypropylacrylat hauptsächlich entweder als Comonomer bei der Herstellung von Polymeren (zur Hydrophilierung von Polymeren oder Einführung reaktiver Hydroxygruppen in Polymere) oder Zwischenprodukte bei der Herstellung von anderen chemischen Verbindungen verwendet.

## Externe Links zu erwähnten Verbindungen
1. ↑  Externe Identifikatoren von bzw. Datenbank-Links zu 1-Methyl-2-hydroxyethylacrylat:  CAS-Nr.: 2918-23-2, EG-Nr.: 220-852-9, ECHA-InfoCard: 100.018.958, GESTIS: 496428, PubChem: 94246, ChemSpider: 85055, Wikidata: Q27270568.